# Jeszönbulag járás
Jeszönbulag járás (mongol nyelven: Есөнбулаг сум) Mongólia Góbi-Altaj tartományának egyik járása. A tartományi székhely és közvetlen környéke tartozik a járáshoz.
Székhelye Altaj, mely a tartomány székhelye is, kb. 1000 km-re délnyugatra fekszik a fővárostól, Ulánbátortól.